# Весілля на Сокальщині

## Весільний обряд на Сокальщині
Дослідниця Марія Шубравська стверджує, що до 60-х років XX століття весілля зазвичай розпочиналося в суботу зранку і тривало до вечора понеділка, а іноді й до ранку вівторка. Багаті господарі нерідко гуляли весілля від суботи до суботи. Готуватися до весілля починали одночасно вдома у обох наречених, але тільки до неділі – до вінчання. Так, наприклад, Ганна Фаранчук (жителька с. Жужеляни Сокальського району Львівської області) у своїй розповіді описує традицію, згідно з якою старости «сипали стежку» від дому молодої до молодого: 
«А ще в нас стежки такі сипали, знаєте, як… Ну, наприклад, там в однім селі якшо були, то дівчи-на була троха далеко… Ну та і з кілометр, чи часом два – як коли. І то брали зараз стежку сипали з чогось-небудь. А брали й солому навіть, могли брати й сіно, там де здибали, і так-о від молодої те-во. Якшо старости, то вже від того хлопця до тої дівчини стежку сипали.» 
Вінчання звичайно відбувалося після недільного богослужіння. А після нього всі гості йшли до дому молодої, де снідали, забавлялися, співали, а потім йшли до молодого, де продовжувалося весілля. Якщо жених ішов у дім молодої за зятя, то після вінчання йшли до молодої і все весілля відбувалося там.

Взаємини між молодими починали вибудовуватись ще задовго до вінчання. Першим етапом на шляху до спільного життя були заручини. При тому молоді могли зустрічатися ще до весілля або ж навіть не були знайомі й одружувалися за рішенням батьків Після «торгу» старостам давали згоду або відмовляли – «давали гарбуза». У разі згоди, наступного дня дружби приходили вже з молодим, приносили закуску і домовлялися з батьками молодої щодо приданого й посагу. Ганна Фаранчук розповідає: 
«…там до священника йшли. До священника вже над рання, так-во йшли до священника на оповідь давати… На оповідь вже в церкві, де казує священник. Перша оповідь, а тоді друга й трета. А тоди вже вісілля є. три неділи заказуют, а на четверту вже є весілля. Має бути в нас оповідь.»  
М. Шубравська пише, що через деякий час після заручин – у суботу – молоді з батьками йшли до ксьондза «записуватись у книгу». З ними йшли дружби і сторонній чоловік, який був за свідка запису. За це ксьондзові давали «гроші, курку й корець пшениці». Після запису молодих називали князем і княгинею. Княгиня вишивала князеві сорочку, а князь купував їй дорогі хустки.
Перед другою оповіддю ксьондз кликав молодих на катехизацію, де питав, чи вміють вони молитися. Хлопець і дівчина мусили розказати «Отче наш», «Богородице діво» і «Вірую», а за це молоді мусили працювати у нього задарма – дівчина на кухні, а хлопець на полі. Після другої оповіді пишно вбрана княгиня з двома дружками йшла до своїх близьких і далеких родичів і закликала їх на весілля. Її просили сісти, а вона, як і старости на заручинах казала «Дєкую, я постою». Господарі вигадували різні причини, але молода вмовляла їх: «Таки прийдіть, бо ми би ображалися на вас, прийдіть цьоцю (дєдьку)».
Князь також ходив або їздив закликати родичів. Він мав запросити старшого й поважного чоловіка за старосту, а жінку – за старостіну. Також запрошував одруженого чоловіка за дружбу, одну або кілька свашок і декілька сватів. Це зазвичай були його товариші. Князь мусив також запросити одного чоловіка за хорунжого, який би забавляв гостей на весіллі.

### Коровай
Докладніше: Бгання короваю
У четвер або п’ятницю перед весіллям пекли коровай. Короваєм називали весільний хліб, який випікали в особливій атмосфері. Ганна Фаранчук під час сеансу говорить, що коровай пекли зазвичай старші жінки – старостіни або ж просто жінки-сусідки, яких називали коровайницями. Деколи їм допомагали дружки.
Коровай пекли з найкращого борошна. Клали його на велики грубу паляницю, яку називали підошвою. Особливо дбали про верх короваю: його прикрашали галузками (ріжками), обкрученими тим самим тістом, з якого роблять коровай. Краї короваю прикрашали гусками – валками з тіста, закрученими у різні форми. Їх обов’язково клали навхрест. Прикрашали коровай також виготовленими з тіста зірками і серцями, галузками квітів та паперовими стрічками. Серед прикрас обов’язково мав бути барвінок. Ним обвивали боки короваю.
Коли розчиняли тісто, виробляли та випікали коровай, то обов’язково співали. Як саджали коровай у піч, то чотири коровайниці мусили разом взятися за нього.
Крім великого короваю пекли також і коровайці – менші за розміром і без підошви. Ними обдаровували коровайниць. Коровайці пекли вдома у молодого і молодої. Для цього запрошували по десять чи більше жінок-коровайниць. Приходили вони рано вранці і приносили з собою миску борошна, трохи яєць і сушених фруктів. Перед тим, як саджати коровайці у піч, вони обмивали одна одній лице і витирали рушником. Знову ж таки разом бралися за лопату і саджали коровайці у піч, примовляючи, щоб молоді любилися так, як вони любляться.
Коровайниць запрошували і в п’ятницю – пекти хліб та пироги. У суботу мусили запросити варилиху та кількох помічниць для неї.
У суботу перед весіллям князь та княгиня йшли до сповіді. Опісля кожен повертався  у свою домівку.
Княгиня запрошувала дівчат-ровесниць, щоб допомагали їй плести вінок до шапки князя та віночки для сватів. Вони ж мали і розплітати косу княгині. Перед розплітанням коси до княгині приходив князь зі сватами, щоб купити віночки до своїх шапок.

### Хід весілля
Першого дня – у суботу – гуляли окремо у молодої і у молодого вдома. Розпочинали весільне дійство. Та, що сидить на покуті, просить батьків благословити молоду чи молодого, при цьому співаючи. Поки коровайниці співають, княгиня збирає дружок, а  князь – свашок. Згодом молодий зі свашками, дружбами і музиками йшов до хати. Музики мали йти попереду і грати марш, а згодом господарі запрошували їх у дім. Коли заходили в дім, свати клали на покуті сніп  і кожух – посаг молодого. Ходом весілля керував хорунжий. Так у цей день співали й танцювали. Після забав починали краяти та роздавати коровай. Дружба мусив принести шматочок короваю усім рідним, близьким і знайомим молодого, яких не було на весіллі.
Після того, як роздали коровай, сідали вечеряти. Варилиха подавала страви, а гості за знаком хорунжого співали приспівки та пісні. Далі гості знову танцювали.
У неділю княгиня (якщо йде за невістку в дім князя) прощалася з батьками. Далі князь із боярами йшов забирати княгиню, а попереду йшли музики. Княгиня ж у цей час готувалася до вінчання. Брати, сестри, усі рідні і «свояки», а за ними – дружки і дівчата розплітали їй косу. Оскільки молодій жаль своєї молодості й коси, яку їй більше не годиться заплітати, вона й усі в хаті плачуть. Після розплітання коси княгиня кланялася усім рідним і всіх по черзі цілувала – так вона просила благословення. Таке ж дійство відбувалося і вдома у князя.
Згодом приводили князя в дім молодої, а після того всі разом їхали або йшли до шлюбу (до вінчання в церкві). До церкви заходили тільки молоді та деякі гості. Після вінчання всі поверталися додому князя або княгині – в кого мусило відбуватися весілля. Весіллям керував знову ж таки хорунжий. Гості гуляли і забавлялися до пізньої ночі, а в понеділок зранку знову приходили на весілля.
У понеділок вранці складали у скрині речі й посаг молодої, якщо вона йшла за невістку. Згодом, коли збиралися гості, подавали снідання і знову починали святкування. Ввечері возами їхали до молодого – везли молоду.
Наступної неділі гості приходили в дім молодих на «подзінькованє». Там знову співали й забавлялися, вітали молодих, але вже не так гучно, як на самому весіллі. Музик зазвичай не запрошували. На цьому весільна церемонія завершувалась.